# Promozione Marche 1971-1972
Nella stagione 1971-1972 la Promozione era il quinto livello del calcio italiano (il massimo livello regionale). Qui vi sono le statistiche relative al campionato nelle Marche.
Il campionato è strutturato in vari gironi all'italiana su base regionale, gestiti dai Comitati Regionali di competenza. Promozioni alla categoria superiore e retrocessioni in quella inferiore non erano sempre omogenee; erano quantificate all'inizio del campionato dal Comitato Regionale secondo le direttive stabilite dalla Lega Nazionale Dilettanti, ma flessibili, in relazione al numero delle società retrocesse dal Campionato Interregionale e perciò, a seconda delle varie situazioni regionali, la fine del campionato poteva avere degli spareggi sia di promozione che di retrocessione.

## Squadre partecipanti
| Squadra               | Città                      | Stagione precedente |
| --------------------- | -------------------------- | ------------------- |
| A.S. Biagio Nazzaro   | Chiaravalle (AN)           |                     |
| G.S. Castelfidardo    | Castelfidardo (AN)         |                     |
| A.S. Cupramontana     | Cupramontana (AN)          |                     |
| S.S. Ennio Passamonti | Camerino (MC)              |                     |
| A.S. Falconarese      | Falconara Marittima (AN)   |                     |
| S.S. Forsempronese    | Fossombrone (PS)           |                     |
| S.S. Matelica         | Matelica (MC)              |                     |
| U.S. Metaurense       | Calcinelli di Saltara (PS) |                     |
| U.S. Osimana          | Osimo (AN)                 |                     |
| U.S. Pergolese        | Pergola (PS)               |                     |
| S.S. Portorecanati    | Porto Recanati (MC)        |                     |
| U.S. Recanatese       | Recanati (MC)              |                     |
| S.S. Settempeda       | San Severino Marche (MC)   |                     |
| U.S. Tolentino        | Tolentino (MC)             |                     |
| A.S. Urbino           | Urbino                     |                     |
| U.S. Vigor Senigallia | Senigallia (AN)            |                     |

## Classifica finale
|  | Pos. | Squadra          | Pt | G  | V  | N  | P  | GF | GS | DR  |
|  | ---- | ---------------- | -- | -- | -- | -- | -- | -- | -- | --- |
|  | 1.   | Pergolese        | 48 | 30 | 21 | 6  | 3  | 51 | 15 | +36 |
|  | 2.   | Falconarese      | 42 | 30 | 17 | 8  | 5  | 46 | 19 | +27 |
|  | 3.   | Ennio Passamonti | 35 | 30 | 12 | 11 | 7  | 39 | 24 | +15 |
|  | 4.   | Cupramontana     | 34 | 30 | 10 | 14 | 6  | 34 | 27 | +7  |
|  | 4.   | Metaurense       | 34 | 30 | 13 | 8  | 9  | 37 | 32 | +5  |
|  | 6.   | Tolentino        | 32 | 30 | 11 | 10 | 9  | 37 | 33 | +4  |
|  | 7.   | Castelfidardo    | 31 | 30 | 10 | 11 | 9  | 30 | 30 | 0   |
|  | 7.   | Settempeda       | 31 | 30 | 10 | 11 | 9  | 35 | 37 | -2  |
|  | 9.   | Recanatese       | 28 | 30 | 9  | 10 | 11 | 31 | 42 | -11 |
|  | 10.  | Portorecanati    | 27 | 30 | 9  | 9  | 12 | 36 | 44 | -8  |
|  | 11.  | Vigor Senigallia | 26 | 30 | 8  | 10 | 12 | 27 | 35 | -8  |
|  | 12.  | Osimana          | 25 | 30 | 7  | 11 | 12 | 23 | 29 | -6  |
|  | 12.  | Urbino           | 25 | 30 | 10 | 5  | 15 | 33 | 39 | -6  |
|  | 14.  | Matelica         | 23 | 30 | 8  | 7  | 15 | 28 | 43 | -15 |
|  | 15.  | Biagio Nazzaro   | 21 | 30 | 6  | 9  | 15 | 31 | 53 | -22 |
|  | 16.  | Forsempronese    | 18 | 30 | 4  | 10 | 16 | 23 | 39 | -16 |

Legenda:
      Promosso in Serie D 1972-1973.
      Retrocesso in Prima Categoria.
Regolamento:
Due punti a vittoria, uno a pareggio, zero a sconfitta.
In caso di arrivo di due o più squadre a pari punti in zona retrocessione, le retrocessioni sarebbero state decise utilizzando la differenza reti generale.
Pari merito in caso di pari punti per le squadre non in zona promozione.